# Vathiménil
Vathiménil település Franciaországban, Meurthe-et-Moselle megyében. Lakosainak száma 315 fő (2022. január 1.). Vathiménil Chenevières, Flin, Fraimbois, Moyen és Saint-Clément községekkel határos.

## Népesség
A település népessége az elmúlt években az alábbi módon változott:
| Lakosok száma | 257  | 230  | 265  | 306  | 346  | 354  | 346  | 322  | 320  | 315  |
|               | 1968 | 1982 | 1990 | 2006 | 2013 | 2015 | 2017 | 2019 | 2020 | 2022 |